# Српска православна црква Светих Кузмана и Дамјана у Кузмину
Православна црква Светих Кузмана и Дамјана је богослужбени православни храм у Кузмину код Сремске Митровице. Црква припада Епархији сремској Српске православне цркве. Црква је данас посвећена Светом Кузми и Дамјану. По светом Козми је и Кузмин добио име.
Црква је споменик културе од великог значаја.

## Историјат
Црква Светог Кузмана и Дамјана у Великим Радинцима изграђена је 1773-83. године. На датом месту постојала је старија црква.
Осликавање цркве започето је 1793. године. Њега су извели Григорије Давидовић-Опшић и Стефан Гавриловић. Ново унутрашње осликавање извели су до 1855. године, иконописац Јован Клајић из Новог Сада и фреско-молер Карл Вилиновски.
Радови на обнови цркве спроведени су у раздобљу 2000-04. године.

## Значај
Црква Светог Кузмана и Дамјана је једнобродна грађевина са правоугаоним певницама, олтарском апсидом на источној страни и барокним звоником призиданим на западу.
Црква поседује вредан иконостас са одликама касног барока, кога су урадили Григорије Давидовић-Опшић и Стефан Гавриловић.